# Primarias del Partido Republicano de 2012 en Connecticut
Las Primarias del Partido Republicano de 2012 en Connecticut se hicieron el 24 de abril de 2012. Las Primarias del Partido Republicano fueron una Primarias, con 28 delegados para elegir al candidato del partido Republicano para las elecciones presidenciales de Estados Unidos de 2012.  En el estado de Connecticut estaban en disputa 28 delegados, en la cual Mitt Romney ganó las primarias por un amplio margen. 25 delegados fueron elegidos durante las primarias y 3 durante la Convención Nacional Republicana de 2012.

## Elecciones

### Resultados
| Primarias Republicanas de 2012 | Primarias Republicanas de 2012 | Primarias Republicanas de 2012 | Primarias Republicanas de 2012 |
| Candidato                      | Votos                          | Porcentaje                     | Delegados                      |
| ------------------------------ | ------------------------------ | ------------------------------ | ------------------------------ |
| Mitt Romney                    | 40,265                         | 67.5%                          | 25                             |
| Ron Paul                       | 8,014                          | 13.4%                          | 0                              |
| Newt Gingrich                  | 6,135                          | 10.3%                          | 0                              |
| Rick Santorum                  | 4,078                          | 6.8%                           | 0                              |
| Indecisos                      | 1,168                          | 2.0%                           | 0                              |
| Delegados no proyectaods:      | Delegados no proyectaods:      | Delegados no proyectaods:      | 0                              |
| Total:                         | 59,660                         | 100%                           | 25                             |

| Clave: | Suspendió su candidatura antes de las primarias |